# Albatros L.79
L'Albatros L.79 Kobold est un avion de voltige allemand de l'entre-deux-guerres.
Biplan à ailes égales non décalées de grand allongement et profil symétrique, cet appareil fut construit à deux exemplaires :
- D-1660 : Livré en juin 1929 au DVL, il fut légèrement accidenté à l'atterrissage par le Dipl. Ing Geike le 15 mai 1934. On en perd ensuite la trace.
- D-1871 : Livré en juin 1930 à l'E.Stelle de Berlin-Staaken, il fut accidenté en 1933 (collision avec un Klemm L.26). Réparé, réimmatriculé [D-ETIZ], il fut démantelé en avril 1937.